# Dean Smith (basket-ball)
 (août 2025).
Si vous disposez d'ouvrages ou d'articles de référence ou si vous connaissez des sites web de qualité traitant du thème abordé ici, merci de compléter l'article en donnant les références utiles à sa vérifiabilité et en les liant à la section « Notes et références ».
Pour les articles homonymes, voir Dean Smith et Smith.
Dean Edwards Smith, né le 28 février 1931 à Emporia au Kansas et mort le 7 février 2015 à Chapel Hill en Caroline du Nord, est un joueur et entraîneur de basket-ball universitaire masculin américain.

## Biographie
Vainqueur d'un titre national universitaire en 1952 avec les Jayhawks du Kansas, il se consacre ensuite à la carrière d'entraîneur. Il dirige de 1961 à 1997 l'équipe des Tar Heels de Caroline du Nord, la conduisant à onze reprises au Final Four, dont deux victoires, en 1982 et 1993. Il remporte également le National Invitation Tournament en 1971. À son départ de l'université, il est l'entraîneur universitaire comptant le plus de victoires avec 879. Il est également en possession d'une médaille d'or olympique, obtenue à la tête de l'équipe des États-Unis lors des Jeux olympiques de 1976 à Montréal.
Smith est considéré comme une légende du basket-ball universitaire, surtout pour son mandat réussi de trente-six ans à l'Université de Caroline du Nord à Chapel Hill.
Smith entraîna de 1961 à 1997 et se retira comme l'entraîneur de basket-ball masculin avec le plus de victoires (879) dans la National Collegiate Athletic Association (NCAA). Ce record a ensuite été dépassé par Bobby Knight en 2007.
Smith est aussi connu pour le taux de réussite élevé des joueurs passant à des cycles supérieurs (96,6 %) et sa promotion de la mixité sociale et raciale, notamment en aidant Charlie Scott, le premier Afro-Américain à obtenir une bourse d'athlète.
Smith encadra et travailla avec de nombreux jeunes joueurs en Caroline du Nord, dont Michael Jordan.
Le Dean Smith Center porte son nom. Il fait partie du Basketball Hall of Fame.

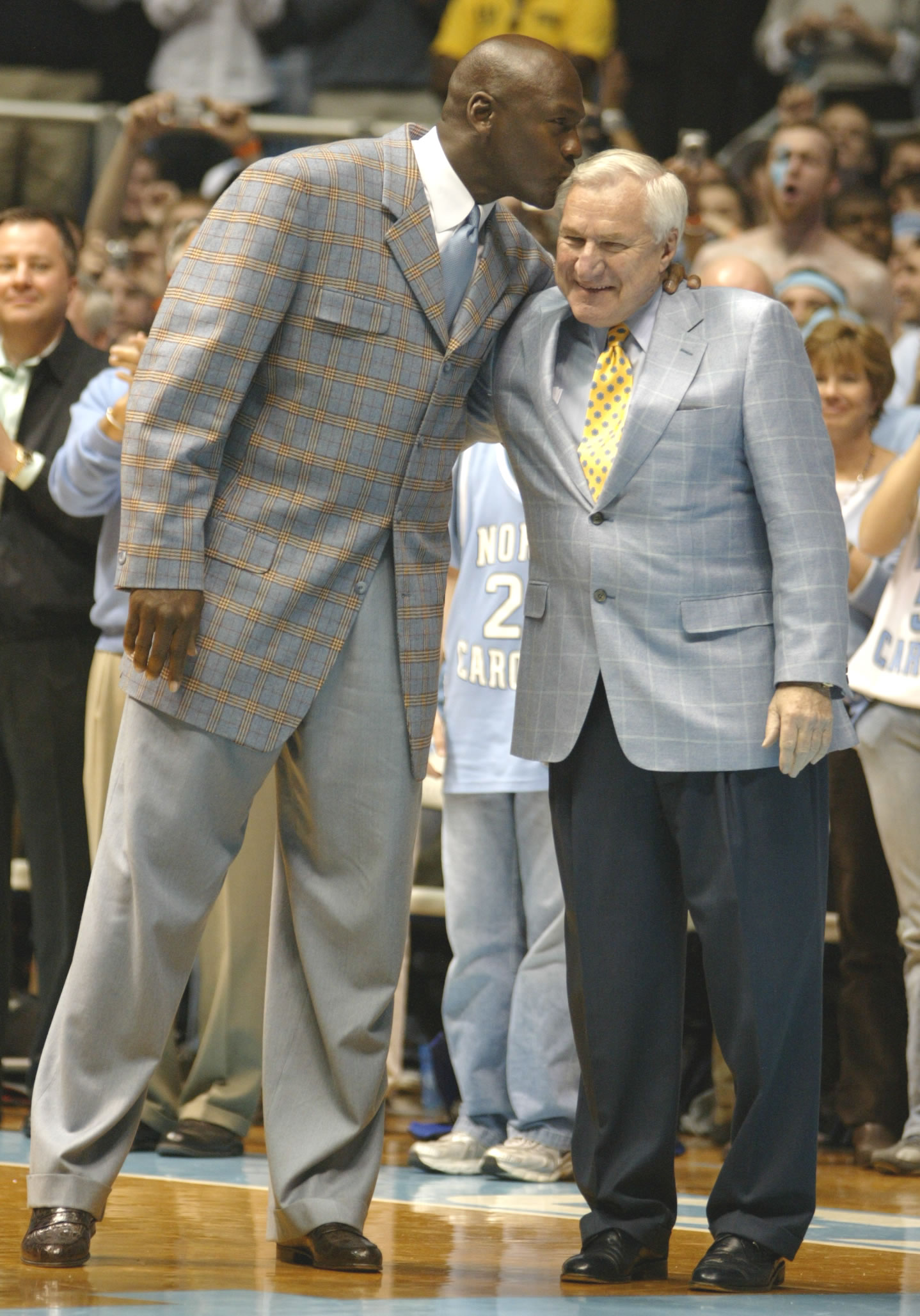
Dean Smith en 2007 avec Michael Jordan.